# Comuna de Prażmów
Prażmów (polaco: Gmina Prażmów) é uma gminy (comuna) na Polónia, na voivodia de Mazóvia e no condado de Piaseczyński.
De acordo com os censos de 2004, a comuna tem 8312 habitantes, com uma densidade 96,5 hab/km².

## Área
Estende-se por uma área de 86,11 km², incluindo:
- área agricola: 68%
- área florestal: 21%

## Demografia
Dados de 30 de Junho 2004:
|                      | Total   | Total | Mulheres | Mulheres | Homens  | Homens |
| -------------------- | ------- | ----- | -------- | -------- | ------- | ------ |
|                      | pessoas | %     | pessoas  | %        | pessoas | %      |
| População            | 8312    | 100   | 4216     | 50,7     | 4096    | 49,3   |
| Densidade (pop./km²) | 96,5    | 100   | 49       | 49       | 47,6    | 47,6   |

## Subdivisões
- Biały Ług, Bronisławów, Chosna, Dobrzenica-Błonie, Gabryelin, Jaroszowa Wola, Jeziórko, Kędzierówka, Kolonia Gościeńczyce, Koryta, Krępa, Krupia Wólka, Kolonia Gościeńczyce, Ludwików, Ławki, Łoś, Nowe Wągrodno, Nowy Prażmów, Piskórka, Prażmów, Ustanów, Uwieliny, Wągrodno, Wilcza Wólka, Wola Prażmowska, Wola Wągrodzka, Zadębie, Zawodne.

## Comunas vizinhas
- Chynów, Góra Kalwaria, Grójec, Piaseczno, Tarczyn